# Charlotte de Witte
Charlotte de Witte, nota anche con lo pseudonimo di Raving George (Gand, 21 luglio 1992), è una disc-jockey e produttrice discografica belga.

## Carriera
Nata a Gand il 21 luglio 1992, Charlotte esordisce nel 2010 con lo pseudonimo di Raving George. La sua notorietà cresce rapidamente a livello internazionale finché, nel 2017, è quasi sempre presente a numerosi festival techno internazionali quali Awakenings, Sònar, Sonus, Dour Festival, CRSSD Fest, Pukkelpop, Kappa FuturFestival (Torino), oltre ai festival che raccolgono tanti altri generi musicali quali Tomorrowland, Coachella, ADE (Amsterdam Dance Event) e anche al Resistance Stage (lo stage House e Techno) dell'Ultra Music Festival.

## Classifica DJ Magazine
| DJ                 | 2019 | 2020 | 2021 | 2022 | 2023 | 2024 |
| ------------------ | ---- | ---- | ---- | ---- | ---- | ---- |
| Charlotte de Witte | 74   | 32   | 23   | 14   | 18   | 16   |

## Discografia parziale

### Singoli
- 2016 – Actually (Amazone Records, AMR 78)
- 2017 – Varpulis (Original Mix) (compilation Further Memories) (Suara, SCOM028)
- 2018 – Song of the Wood Nymphs (compilation Coline – DAVE Podcast #20) (DAVE, #20)
- 2018 – Remember (EP A-Sides Vol.7 (Six Of Six)) (Drumcode, DC195.6)
- 2019 – Close Combined (These Restless Drums) (con S.Sic, Richie Hawtin) (compilation Richie Hawtin – Close Combined/Glasgow, London, Tokyo - Live) (Plus 8 Records, PLUS8137)

### Extended play
- 2013 – Obverse (come Raving George) (Crux Records, CRUX060)
- 2013 – Slaves / Alternate (come Raving George) (Bad Life, BLV1410905)
- 2013 – Monodon Monoceros (come Raving George) (Bad Life, BL77)
- 2015 – You're Mine (con Oscar And The Wolf) (come Raving George) (Pias Recordings, PIASB411LP)
- 2015 – Weltschmerz (Turbo Recordings, Turbo 175)
- 2016 – Trip (Off Recordings, OFF 136)
- 2016 – Sehnsucht (Turbo Recordings, Turbo 178)
- 2017 – Brussels (Novamute Records, 12NOMU181)
- 2017 – Voices Of The Ancient (Mary Go Wild Black, MARYBLACK001)
- 2017 – Closer (Mary Go Wild Black, MARYBLACK002)
- 2017 – Our Journey (Sleaze Records, SLEAZE126)
- 2017 – Wisdom (Sleaze Records, SLEAZE131)
- 2018 – Heart Of Mine (Suara, SUARA303)
- 2018 – The Healer (Novamute Records, 12NOMU183)
- 2019 – Liquid Slow (con Chris Liebing) (KNTXT, KNTXT001)
- 2019 – Selected (KNTXT, KNTXT002)
- 2019 – Pressure (KNTXT, KNTXT003)

### Compilation e Dj Mix
- 2016 – Turbo Promo DJ Mix (Turbo Recordings, senza codice)
- 2017 – Connection (Tsugi, Tsugi 103)
- 2018 – Groove Podcast 163 (Groove, Groove Podcast 163)
- 2018 – SonneMondSterne XXII (con Markus Kavka) (Kontor Records, 1069980KON)

### Remix
- 2016 – Ben Long – The Solver (Charlotte de Witte Remix) (Bullet:Dodge, BDR100)
- 2016 – Looper  – Amnesiac (Charlotte De Witte Remix) (Coincidence Records, CSF072R)
- 2016 – Andre Crom – Jaunde (Charlotte de Witte Remix) (OFF Recordings, OFF130) 14-7
- 2016 – Robert S – Bad Poems (Charlotte de Witte Remix) (Robert Limited, RL18)
- 2017 – Steve Lawler – Crazy Dream (Charlotte de Witte Remix) (Turbo Recordings, TURBO191D)
- 2017 – Jones & Stephenson – The First Rebirth (Charlotte de Witte Rework) (Bonzai Progressive, BP-712-2017)
- 2018 – Regal – L'Éternité (Charlotte de Witte Remix) (Suara, SUARA297)
- 2019 – Eats Everything – Space Raiders (Charlotte de Witte Remix) (Kneaded Pains, KP37)
- 2019 – Len Faki – Robot Evolution (Charlotte de Witte Remix) (Figure, FIGUREX08)
- 2019 – Radio Slave – Another Club (Charlotte de Witte Remix) (Rekids, REKIDS145)

## Vita privata
Dal 2024 è sposata con il collega Enrico Sangiuliano.